# Алгоритм Витерби
Алгоритм Витерби — алгоритм поиска наиболее подходящего списка состояний (называемого путём Витерби), который в контексте цепей Маркова получает наиболее вероятную последовательность произошедших событий.
Является алгоритмом динамического программирования. Применяется в алгоритме свёрточного декодирования Витерби.
Алгоритм был предложен Эндрю Витерби в 1967 году как алгоритм декодирования свёрточного кода, передаваемого по сетям с наличием шума. Алгоритм получил широкое применение в декодировании свёрточных кодов мобильных телефонов стандартов GSM и CDMA, dial-up модемах и беспроводных сетях стандарта 802.11. Также он широко используется в распознавании речи, синтезе речи, компьютерной лингвистике и биоинформатике. К примеру, при распознавании речи звуковой сигнал воспринимается как последовательность событий и строка текста есть «скрытый смысл» акустического сигнала. Алгоритм Витерби находит наиболее вероятную строку текста по данному сигналу.
Алгоритм делает несколько предположений:
- наблюдаемые и скрытые события должны быть последовательностью. Последовательность чаще всего упорядочена по времени.
- две последовательности должны быть выровнены: каждое наблюдаемое событие должно соответствовать ровно одному скрытому событию
- вычисление наиболее вероятной скрытой последовательности до момента t должно зависеть только от наблюдаемого события в момент времени t, и наиболее вероятной последовательности до момента t − 1.

## Алгоритм
Пусть существует  скрытая марковская модель (СММ) с пространством состояний {\displaystyle S=\{s_{1},s_{2},\dots ,s_{K}\}},  где {\displaystyle K} — количество возможных различных состояний  сети. При этом состояния, которые принимает сеть, невидимы для наблюдения. Обозначим через {\displaystyle x_{t}} состояние сети в момент {\displaystyle t}. На выходе сети в момент {\displaystyle t} появляется видимое для наблюдения значение {\displaystyle y_{t}\in O=\{o_{1},o_{2},\dots ,o_{N}\}}, где {\displaystyle N} — число  возможных различных наблюдаемых значений на выходе. Пусть {\displaystyle \pi _{i}} — начальная вероятность  нахождения сети в состоянии {\displaystyle i}, а {\displaystyle a_{i,j}} — вероятности перехода сети из состояния {\displaystyle i} в состояние {\displaystyle j}.
Пусть на выходе сети наблюдается последовательность {\displaystyle y_{1},\dots ,y_{T}}. Тогда наиболее вероятная последовательность состояний сети {\displaystyle x_{1},\dots ,x_{T}} для наблюдаемой последовательности может быть определена с помощью следующих  рекуррентных соотношений:
{\displaystyle {\begin{array}{rcl}V_{1,k}&=&\mathrm {P} {\big (}y_{1}\ |\ k{\big )}\cdot \pi _{k}\\V_{t,k}&=&\max _{x\in S}\left(\mathrm {P} {\big (}y_{t}\ |\ k{\big )}\cdot a_{x,k}\cdot V_{t-1,x}\right)\end{array}}}
Здесь {\displaystyle V_{t,k}} — это вероятность наиболее вероятной последовательности состояний, соответствующей первым {\displaystyle t} наблюдаемым значениям, завершающейся в состоянии {\displaystyle k}.  Путь Витерби может быть найден при помощи указателей, запоминающих, какое состояние {\displaystyle x} появлялось во втором уравнении. Пусть {\displaystyle \mathrm {Ptr} (k,t)} — функция, которая возвращает значение {\displaystyle x}, использованное для подсчета {\displaystyle V_{t,k}}, если {\displaystyle t>1}, или {\displaystyle k} если {\displaystyle t=1}. Тогда
{\displaystyle {\begin{array}{rcl}x_{T}&=&\arg \max \limits _{x\in S}(V_{T,x})\\x_{t-1}&=&\mathrm {Ptr} (x_{t},t)\end{array}}}
Здесь мы используем стандартное определение arg max.

Сложность этого алгоритма равна {\displaystyle O(T\times \left|{S}\right|^{2})}.